# NGC 4444
NGC 4444 ist eine Balken-Spiralgalaxie vom Hubble-Typ SAB(rs)bc im Sternbild Zentaur am Südsternhimmel, die schätzungsweise 122 Millionen Lichtjahre von der Milchstraße entfernt ist. 

Aufgrund ihrer südlichen Lage am Erdhimmel ist es nicht möglich, sie von Mitteleuropa aus zu beobachten.
Das Objekt wurde am 15. März 1836 von John Herschel entdeckt.